# Los Pinos, Abasolo
Los Pinos är en ort i Mexiko.   Den ligger i kommunen Abasolo och delstaten Guanajuato, i den centrala delen av landet, 270 km väster om huvudstaden Mexico City. Los Pinos ligger 1 703 meter över havet och antalet invånare är 118.
Terrängen runt Los Pinos är platt åt nordväst, men åt sydost är den kuperad. Runt Los Pinos är det ganska tätbefolkat, med 120 invånare per kvadratkilometer. Närmaste större samhälle är Abasolo, 3,3 km sydväst om Los Pinos. Trakten runt Los Pinos består till största delen av jordbruksmark.